# Suore del Santo Volto
Le Suore del Santo Volto sono un istituto religioso femminile di diritto pontificio: i membri di questa congregazione pospongono al loro nome la sigla S.S.V.

## Storia

Maria Pia Mastena, fondatrice della congregazione

La congregazione venne fondata a San Fior di Sopra (Treviso) nel 1930 da Maria Pia Mastena (1881-1951) con il sostegno del vescovo di Vittorio Veneto Eugenio Beccegato.
L'istituto venne approvato dal vescovo di Vittorio Veneto l'8 dicembre 1936 e ricevette il pontificio decreto di lode il 10 dicembre 1947.
Per la fondatrice (in religione madre Maria Pia) è stato iniziato da papa Giovanni Paolo II un processo di beatificazione, concluso da papa Benedetto XVI nel 2005.

## Attività e diffusione
Le Suore del Santo Volto si dedicano all'istruzione e all'educazione cristiana della gioventù, all'assistenza domiciliare ai malati, alle opere parrocchiali e all'apostolato missionario.
Sono presenti in Italia (soprattutto in Veneto), Brasile e Indonesia: la sede generalizia è a Santa Maria delle Mole, presso Marino.
Al 31 dicembre 2005 l'istituto contava 143 religiose in 22 case.